# Deïsme
Deïsme is een religieus-filosofische opvatting die God als transcendente oorzaak van de natuurwetten beschouwt. Dit houdt in dat God weliswaar de schepper van het universum is, maar sinds de schepping op geen enkele wijze ingrijpt in het proces van de natuurwetten (God als 'horlogemaker') – God is een deus otiosus, een "inactieve god". Deze leer is een gevolg van het modernistische rationalisme en een vervolg op het theïsme, de opvatting dat God ook immanent is (en dus in sommige gevallen uitzonderingen op de natuurwetten maakt). In de meest gangbare versie is God niet antropomorf (mensvormig).

## Rationalisme
Het deïsme heeft voornamelijk populariteit verworven tijdens de verlichting. Aangezien het eerdere theïsme niet te verenigen was met een zuiver rationalisme, werd door rationalisten gezocht naar een leer die wel een rationeel godsbegrip kon waarborgen. Voor sommige rationalisten was het panentheïsme meer aannemelijk, wat in feite een vorm van deïsme is. Het verschil tussen pan(en)theïsme en deïsme is echter dat bepaalde interpretaties van het pantheïsme en het panentheïsme een immanentie van God introduceren. 

### Spinoza
Spinoza's fameuze dictum Deus sive Natura (God of Natuur) illustreert dit: God en de natuur vallen voor hem samen. Spinoza bedoelde dit echter louter metaforisch en in tegenstelling tot andere filosofen, zoals Leibniz, beschouwde hij God niet als een entiteit. Dit laatste is een cruciaal punt waar Spinoza zich onderscheidt van de andere rationalisten. In eerste instantie lijkt Spinoza een pantheïst te zijn vanwege zijn voorgaande uitspraak, maar dat is hij niet. De definitie van pantheïsme houdt onder andere in dat alles in de wereld 'het goddelijke' uitstraalt en dit is bij Spinoza geenszins het geval.

## Deïstische theologie
Deïsme is de gedachte dat het mogelijk is het bestaan van God te kennen met behulp van alleen de rede. Volgens dit inzicht speelt openbaring geen rol in de kennis van God. De term staat ook in verband met de idee dat God het heelal heeft geschapen en daarna verdween. Het heelal werd overgelaten aan zijn eigen wetten.
Het deïsme is heel consistent over het idee van een persoonlijke God die aanwezig is in het heelal en in het leven van de mens. Het stelt alleen dat iemand tot kennis van dit feit komt door gebruik van de rede.
Deïsme kreeg bekendheid in Engeland in het laatste deel van de zeventiende eeuw, in het voetspoor van een toenemend vertrouwen in de macht van wetenschap en rede. De eerste vertolker was Edward Herbert; hij stelde dat vanaf het begin der tijden de mens een aantal door God gegeven, aangeboren religieuze ideeën bezit. Hiertoe behoren een neiging om te geloven in een opperwezen, een behoefte om hem te vereren, een geloof in het hiernamaals en de idee dat het wordt gekenmerkt door beloning en straf, afhankelijk van hoe men leefde. Volgens Herbert behoren deze ideeën tot de kern van alle religieuze devotie en vormen ze samen een natuurlijke religie die met behulp van de rede is te doorgronden.
Deïstische denkers na Herbert, zoals Anthony Collins en Matthew Tindal, accepteerden Herberts stellingname dat een goede geloofsovertuiging haar wortels heeft in de rede, maar zij verwierpen de idee dat de heilige boeken religieuze waarheden openbaarden. 
De deïsten waren resoluut tegenstander van religieus extremisme. Voltaire voerde een eenmanscampagne tegen wat hij zag als gewelddadige excessen van de Katholieke Kerk. De deïstische geneigdheid tot gematigdheid was geworteld in een voorkeur voor de rede als weg naar religieuze overtuiging. Als er zoiets is als een natuurlijke religie, dan heeft iedereen de mogelijkheid om zich aan te sluiten en is er geen behoefte aan exclusiviteit en intolerantie.
Deïsme bestaat nog, zij het in afgeslankte vorm. Het probleem schuilt in bepaalde details van de boodschap. Deïsten konden het er nooit over eens worden welke religieuze overtuigingen werden gebaseerd op de rede. De idee dat er universele elementen van religieuze overtuiging zijn, werd weerlegd naarmate de historische en antropologische kennis toenam.

## Deïsten
- Lord Herbert of Cherbury (1583-1648)
- René Descartes
- John Toland
- Anthony Collins
- Matthew Tindal
- Thomas Woolston
- Thomas Chubb
- Thomas Paine
- Voltaire
- Benjamin Franklin
- Thomas Jefferson
- Jean-Jacques Rousseau